# 飯田順一郎
飯田 順一郎（いいだ じゅんいちろう）は、日本の歯科医師・歯学者。北海道大学大学院歯学研究科口腔機能学講座歯科矯正学教室前教授。日本顎変形症学会理事長。

## 経歴
1978年、東京医科歯科大学歯学部卒業、1982年同大学院修了。同年3月、東京医科歯科大学より歯学博士の学位を取得、学位論文の題は　「実験的歯の移動時の歯根膜における血管透過性亢進反応の経時的変化について」。 以後、同大学にて助手、講師、助教授を務め、2000年に北海道大学教授に就任。

## 著作
- 飯田順一郎、伊藤公一、岡野友宏、木村博人、小谷順一郎、斉藤力、佐々木啓一、白砂兼光、須田英明、丹沢秀樹、前田健康、山根源之、山本浩嗣 編『口腔科学』監修 戸塚靖則、高戸毅（初版）、朝倉書店、東京都新宿区、2013年11月25日。ISBN 978-4-254-35001-2。 NCID BB14241855。
- 相馬邦道、飯田順一郎、山本照子、葛西一貴、後藤滋巳 編『歯科矯正学』（第5版）医歯薬出版、2008年3月25日。ISBN 978-4-263-45615-6。 NCID BA85814648。
  - 飯田順一郎 他『歯科矯正学』（第4版）医歯薬出版、2001年4月。ISBN 978-4-263-45514-2。 NCID BA52892431。
- 飯田順一郎 他 著、槇宏太郎、後藤滋巳、石川博之 編『歯科矯正マニュアル』（第4版）南山堂〈Manual of dentistry〉、2006年2月。ISBN 978-4-525-83214-8。 NCID BA76049656。
- 黒崎紀正、住友雅人、小口春久、飯田順一郎、岡野友宏、古郷幹彦 編『小児歯科疾患・口腔病変・不正咬合』医歯薬出版〈イラストレイテッド・クリニカルデンティストリー４〉、2002年6月20日。ISBN 978-4-263-40614-4。 NCID BA5752456X。

## 所属団体
- 日本歯科医学会 評議員[4]
- 日本矯正歯科学会 理事[2]
- 日本顎変形症学会 理事長[1]
- 日本口蓋裂学会 理事[5]
- 日本顎関節学会 評議員[2]
- 日本口腔科学会 評議員[6]
- 国際歯科研究学会 査読員[2]
- 国際歯科研究学会日本部会 元理事[2]
- 日本歯科理工学会[2]
- 日本歯周病学会[2]
- 歯科基礎医学会[2]
- 日本顎口腔機能学会[2]
- 口腔病学会 理事[2]
- 北海道矯正歯科学会 副会長[7]
- 北海道歯学会 理事[2]
- 日本炎症学会[2]
- 日本骨代謝学会[2]
- アメリカ矯正歯科学会[2]

| 学職                                       | 学職                                                                 | 学職                                       |
| ------------------------------------------ | -------------------------------------------------------------------- | ------------------------------------------ |
| 先代 齊藤力 第2代                          | 日本顎変形症学会 理事長 第3代                                        | 次代 （現職）                              |
| 先代 平下斐雄 第64回 2005年 パシフィコ横浜 | 日本矯正歯科学会大会 大会長 第65回 2006年 札幌コンベンションセンター | 次代 高田健治 第66回 2007年 大阪国際会議場 |